# 1979年のMLBドラフト
1979年のMLBドラフト（1979 First-Year Player Draft）とは、1979年6月に行われたMLBのアマチュアドラフトである。

## 1巡目指名
|  | = オールスターゲーム選出 |

| 順位 | 選手                       | チーム                         | 守備位置 | 学校                             |
| ---- | -------------------------- | ------------------------------ | -------- | -------------------------------- |
| 1    | アル・チェインバーズ       | シアトル・マリナーズ           | 外野手   | ジョン・ハリス高校               |
| 2    | ティム・リアリー           | ニューヨーク・メッツ           | 投手     | カリフォルニア大学ロサンゼルス校 |
| 3    | ジェイ・シュローダー       | トロント・ブルージェイズ       | 捕手     | パリセーズ高校                   |
| 4    | ブラッド・コミンスク       | アトランタ・ブレーブス         | 外野手   | リマシニア高校                   |
| 5    | フアン・バスタバッド*      | オークランド・アスレチックス   | 遊撃手   | ハイアレア・マイアミレイクス高校 |
| 6    | アンディ・バンスライク     | セントルイス・カージナルス     | 外野手   | ニューハートフォード高校         |
| 7    | ジョン・ボーネット         | クリーブランド・インディアンス | 投手     | ホーガン高校                     |
| 8    | ジョン・ミゼロック         | ヒューストン・アストロズ       | 捕手     | パンクサトーニー高校             |
| 9    | スティーブ・ブーシェル*    | シカゴ・ホワイトソックス       | 遊撃手   | サーバイト高校                   |
| 10   | ティム・ウォーラック       | モントリオール・エクスポズ     | 一塁手   | カリフォルニア州立大学フラトン校 |
| 11   | ケビン・ブラント           | ミネソタ・ツインズ             | 外野手   | ネクーサ高校                     |
| 12   | ジョン・パールマン         | シカゴ・カブス                 | 投手     | ベイラー大学                     |
| 13   | リック・リーチ             | デトロイト・タイガース         | 外野手   | ミシガン大学                     |
| 14   | ジョー・ランスフォード     | サンディエゴ・パドレス         | 一塁手   | ウィルコックス高校               |
| 15   | スコット・ギャレルツ       | サンフランシスコ・ジャイアンツ | 投手     | バックレイ・ロダ高校             |
| 16   | スティーブ・ハウ           | ロサンゼルス・ドジャース       | 投手     | ミシガン大学                     |
| 17   | ジェリー・ドン・グリートン | テキサス・レンジャーズ         | 投手     | テキサス大学オースティン校       |
| 18   | リック・ルーケン*          | サンフランシスコ・ジャイアンツ | 投手     | スプリングウッズ高校             |
| 19   | リック・サイルヘイマー     | シカゴ・ホワイトソックス       | 捕手     | ブレナム高校                     |
| 20   | ダン・ラマー               | シンシナティ・レッズ           | 捕手     | ベレイア高校                     |
| 21   | アトリー・ハマカー         | カンザスシティ・ロイヤルズ     | 投手     | イーストテネシー州立大学         |
| 22   | マイク・サリバン           | シンシナティ・レッズ           | 投手     | クレムゾン大学                   |
| 23   | クリス・ベイカー           | デトロイト・タイガース         | 外野手   | リボニア・フランクリン高校       |
| 24   | ボブ・ゲレン               | サンディエゴ・パドレス         | 捕手     | クレアモント高校                 |
| 25   | スティーブ・ペリー         | ロサンゼルス・ドジャース       | 投手     | ミシガン大学                     |
| 26   | マイク・ステンハウス*      | オークランド・アスレチックス   | 外野手   | ハーバード大学                   |

*未契約